# Naturschutzgebiet Schlosspark Falkenstein
Der Schlosspark Falkenstein ist ein Naturschutzgebiet bei Falkenstein im Oberpfälzer Landkreis Cham in Bayern.

## Beschreibung
Das Naturschutzgebiet befindet sich nördlich vom Ortskern von Falkenstein. Es liegt im Naturpark Oberer Bayerischer Wald. 
Das 14 ha große Areal ist ein bewaldeter Granitkegel mit erhaltener Burganlage der Burg Falkenstein. Eine geologische Besonderheit sind die skurrilen Wollsackverwitterungen. Einige Granitfelspartien mit besonders schönen Verwitterungsformen sind als Geotope ausgewiesen.
Der in die Zerfallsphase übergehende Wald weist viele absterbende alte Bäume auf und sind wichtiger Lebensraum für Totholzbewohner.
Der Schlosspark ist heute im Eigentum des Marktes Falkenstein.
Das Naturschutzgebiet wurde am 27. Februar 1981  unter Schutz gestellt. Mehrere Objekte sind vom Bayerischen Landesamt für Umwelt als Geotop ausgewiesen.
- „Herzbeutelgässchen“ am Burgberg NW von Falkenstein, 372R048[3]
- „Froschmaul“ am Burgberg Falkenstein, 372R044[4]
- „Steinerenes Gässchen“ am Burgberg NW von Falkenstein, 372R047[5]
- „Hohler Stein“ am Burgberg NW von Falkenstein, 372R045[6]
- „Große Schanze“ am Burgberg Falkenstein, 372R042[7]
- „Klause“ am Burgberg NW von Falkenstein, 372R046[8]
- Burgberg Falkenstein, 372R012[9]

## Bildergalerie

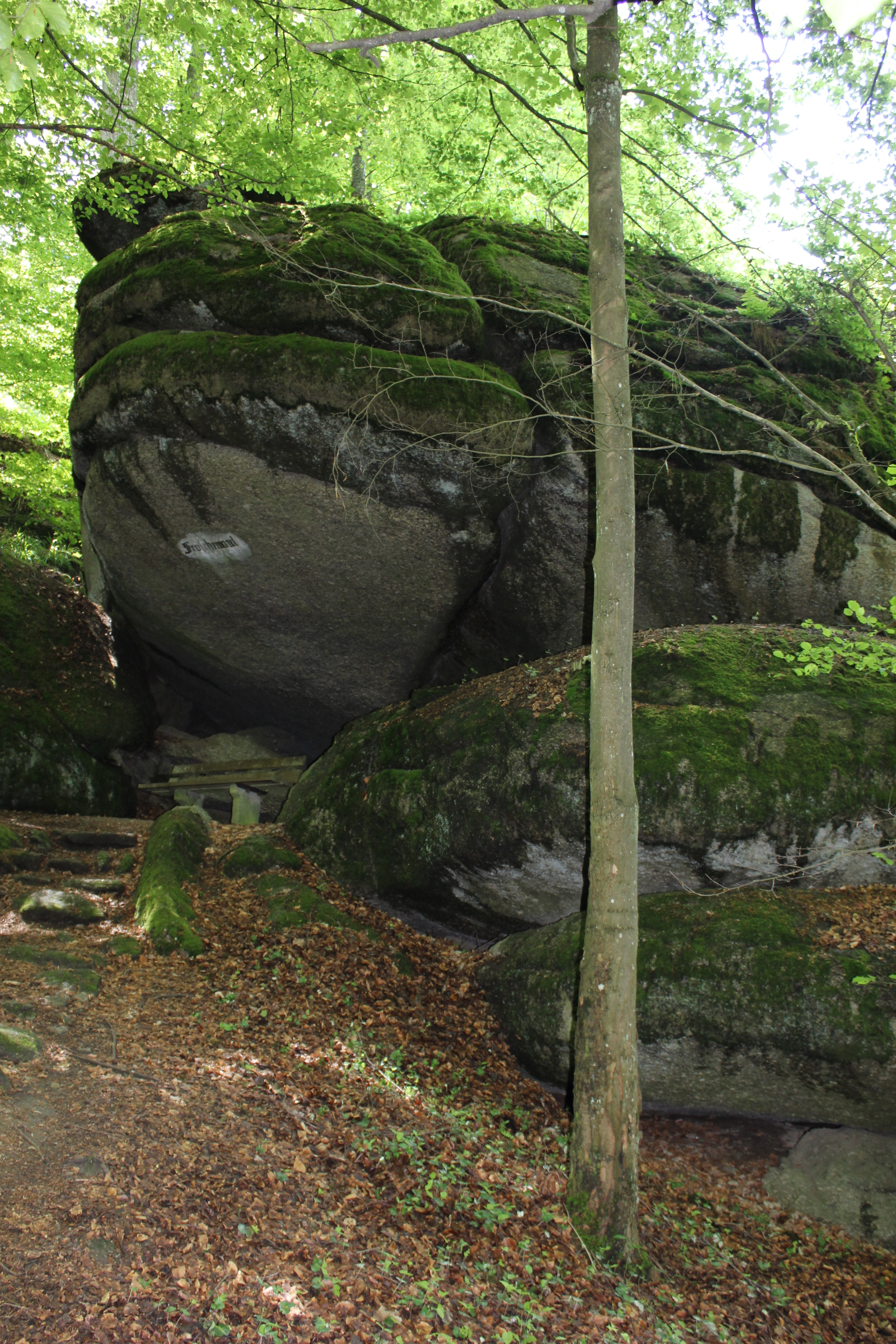
Das Froschmaul
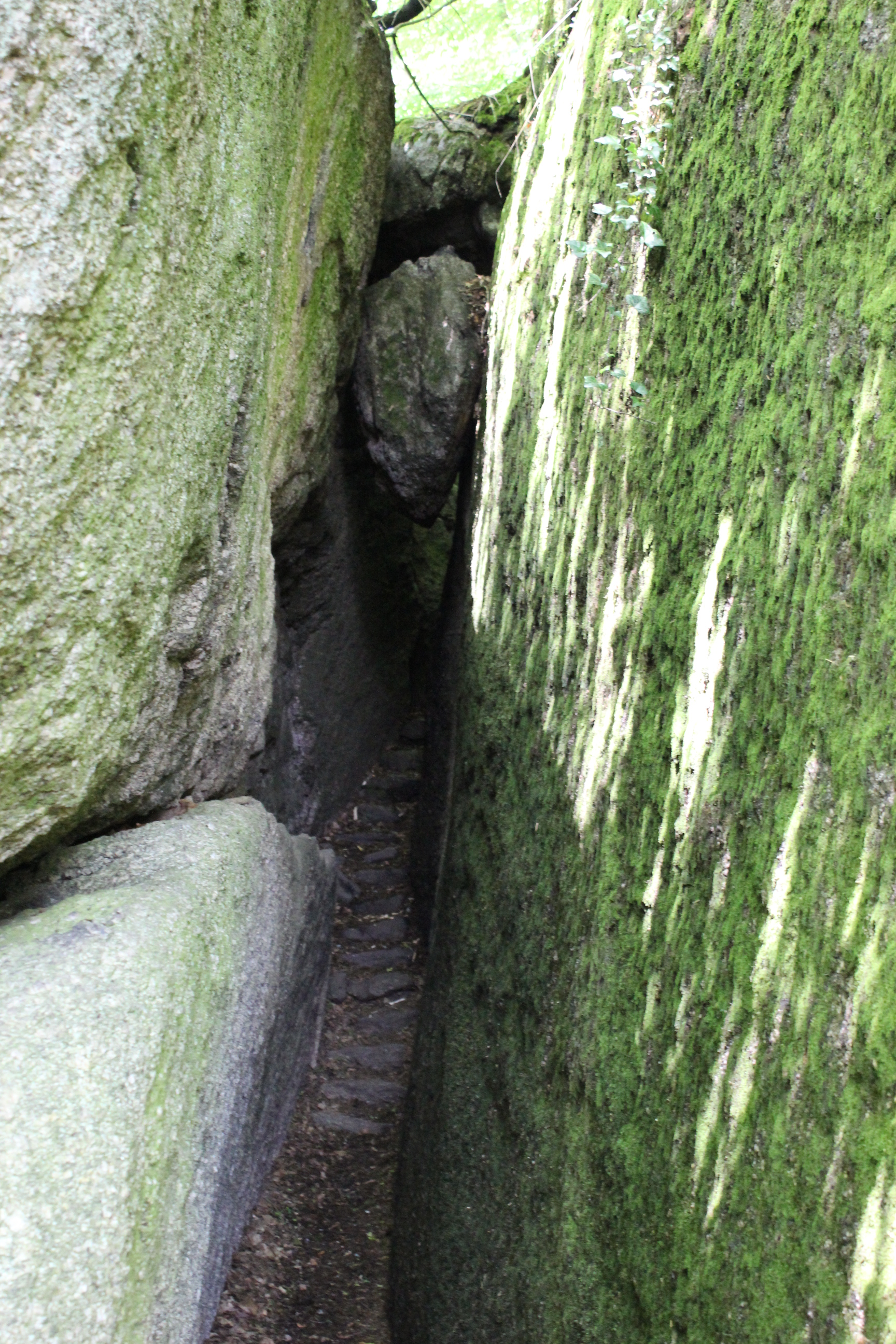
Das Herzbeutel-Gässchen
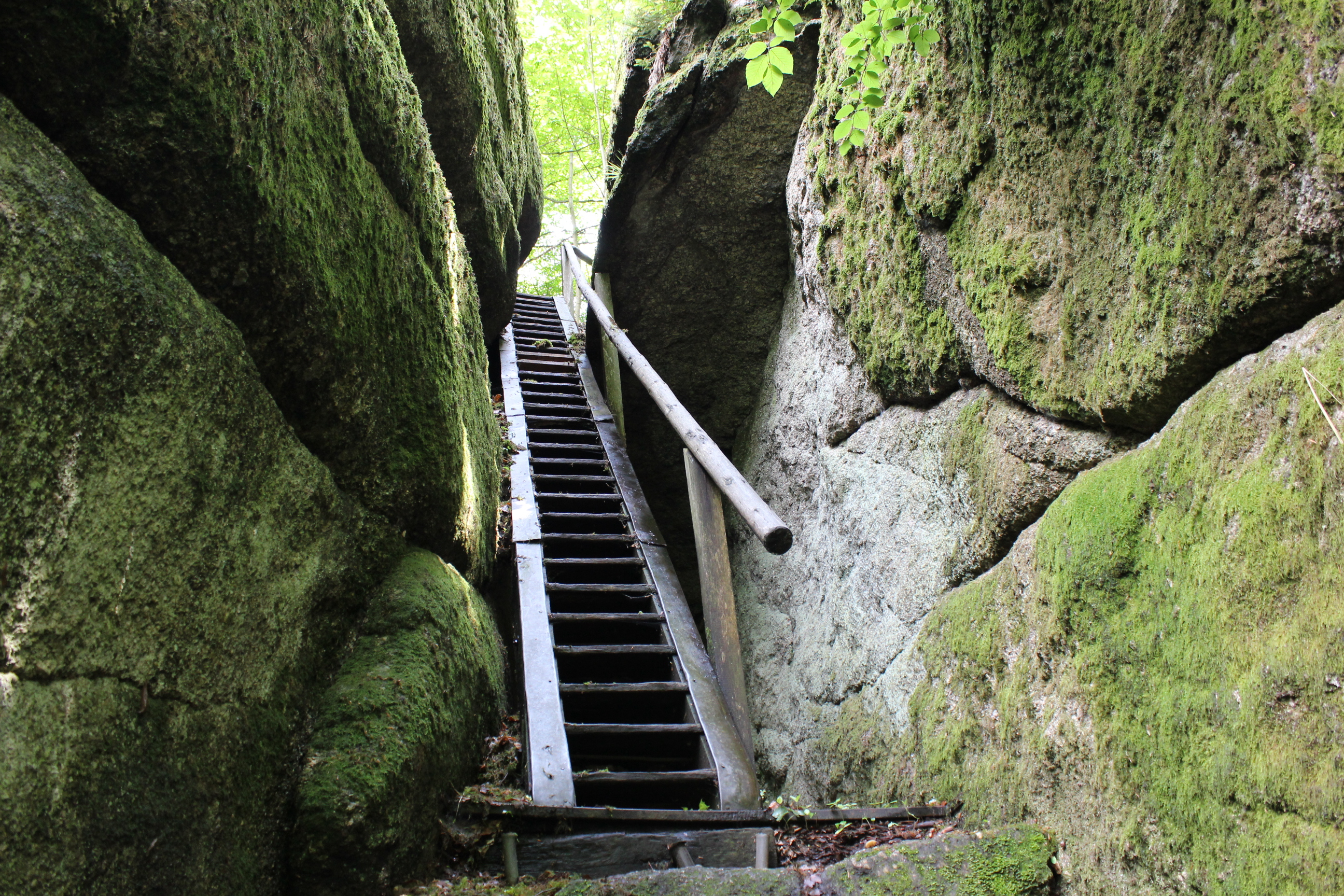
Die Himmelsleiter
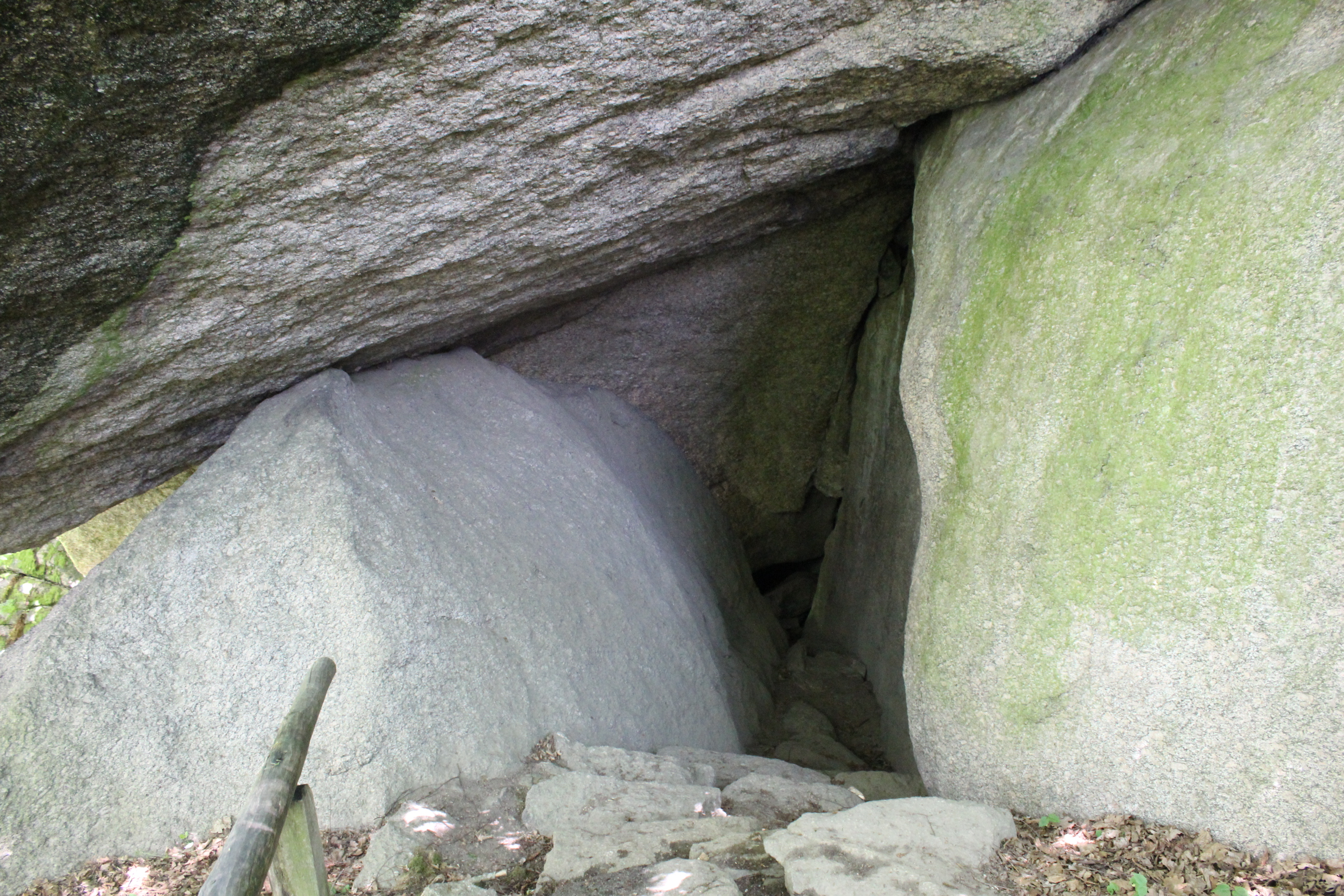
Der Hohle Stein